# Clube de Vela Atlântico
O Clube de Vela Atlântico é um clube náutico português fundado em 1943. Fica situado na Marina de Leixões, em Matosinhos.